# 許家馨
許家馨（英語：Jimmy, Chia-Shin, Hsu），台灣法律學者，生於高雄市。建國中學畢業，大學就讀台灣大學法律系、輔系哲學系，曾任台大學生會會長。於政治大學取得法學碩士學位後，赴美取得芝加哥大學法學博士學位，以分裂社會下的言論自由問題作為研究主題。現於中央研究院法律學研究所擔任研究員，專攻憲法理論與法律哲學。
主要研究領域為法理學、比較憲法、人權哲學。近年的具體研究：亞洲生命權憲法論述、台灣與香港公民不服從的法院判決論述及歷史記憶的倫理學研究。
2015年曾參與第二屆模擬憲法法庭，認為現行刑法中的死刑規定基本合憲、部分違憲；2023年受憲法法庭指定，針對誹謗罪是否違憲提出專家諮詢意見；2024年再受憲法法庭指定，對於死刑釋憲案提出專家諮詢意見。

## 著作

### 期刊論文
- 許家馨，2022，〈民主與法治下的抵抗與不服從： 最高法院109年度台上字第3695號刑事判決的法哲學反思〉，《台北大學法學論叢》，124期, 1-110。(TSSCI)

- 許家馨，2022，〈跨國憲法對話中的生命權與死刑〉，《東吳公法論叢》，13卷, 45-88。
- Jimmy Chia-Shin Hsu, 2021, “Right to Life and Capital Punishment in Transnational Judicial Dialogue”, Asian Journal of Comparative Law, 311-337. (Scopus, Scimago)
- Jimmy Chia-Shin Hsu, 2015, “Does Communicative Retributivism Necessarily Negate Capital Punishment?”, Criminal Law and Philosophy, 9 (4), 603-617 （页面存档备份，存于）. (Scopus, EBSCO, ERIH, OCLC, SCImago,)
- 許家馨, 2015, 〈應報、憐憫與死刑：回應三篇評論文〉, 《中研院法學期刊》, 17期，頁403-422。 （页面存档备份，存于） (TSSCI)
- 許家馨, 2014,〈當公眾人物的名譽權遇上言論自由：以民事責任為中心〉，《法官協會雜誌》，16卷，頁140-157。 （页面存档备份，存于）
- 許家馨, 2014, 〈應報即復仇？當代應報理論及其對死刑之意涵初探〉, 《中研院法學期刊》, 15期, 207-282。 （页面存档备份，存于）(TSSCI)
- 許家馨, 2014, 〈從「接受論證」到「深層內在觀點」--評莊世同「法律的概念與法律規範性的來源--重省哈特的接受論證」〉，《中研院法學期刊》，14期，頁375-386。 （页面存档备份，存于）(TSSCI)
- Jimmy Chia-Shin Hsu, 2013, “What Would Happen To the Actual Malice Doctrine in a Severely Polarized Democracy?—The Case of Taiwan”, Opinio Juris In Comparatione, 2013-Vol. I, n. I, 1-49.
- 許家馨, 2012, 〈言論自由與名譽權的探戈：我國名譽侵權法實務與理論之回顧與前瞻〉, 《政大法學評論》, 128期, 203-260。 （页面存档备份，存于） (TSSCI)
- 許家馨, 2011,〈什麼樣的民主？什麼樣的新聞自由？~從民主理論視野分析美國新聞自由法制〉, 《政大法學評論》，第124期, 頁1-71。 （页面存档备份，存于）(TSSCI)

### 主編專書
- 《歷史記憶的倫理：從轉型正義到超克過去》, 許家馨 主編，許家馨、洪子偉、汪宏倫、石忠山、藍適齊、楊孟軒、葉浩、曾慶豹、范耕維、黃猷欽、陳柏良 著（台北：台大出版中心，2024）。
- Human Dignity in Asia: Dialogue between Law and Culture. Jimmy Chia-Shin Hsu (ed.), New York: Cambridge University Press.

### 專書(論文集)之一章
- 許家馨, 2024, 〈導論：從轉型正義的反思到歷史記憶的倫理〉, 《歷史記憶的倫理：從轉型正義到超克過去》，頁1-72（台北：台大出版中心）。
- 許家馨, 2024, 〈對當代台灣政治論述中「和解」概念的初步反思〉, 《歷史記憶的倫理：從轉型正義到超克過去》，頁377-414（台北：台大出版中心）。
- Jimmy Chia-Shin Hsu, 2024, “The Right to Life”(生命權), editor(s): David S. Law, Holning Lau, and Alex Schwartz, Oxford Handbook of Constitutional Law in Asia, pp. 14, New York: Oxford University Press.
- Jimmy Chia-Shin Hsu, 2022, “Introduction: Human Dignity, Human Rights, and Cultural Change in Asia”, editor(s): Jimmy Chia-Shin Hsu, Human Dignity in Asia: Dialogue between Law and Culture, pp. 20, New York: Cambridge University Press.
- Jimmy Chia-Shin Hsu, 2022, “Human Dignity in the Jurisprudence of Taiwan Constitutional Court”, editor(s): Jimmy Chia-Shin Hsu, Human Dignity in Asia: Dialogue between Law and Culture, pp. 23, New York: Cambridge University Press.
- Jimmy Chia-Shin Hsu & Anne S.Y. Cheung, 2021, “The Ultimate Test of Fidelity: Judicial Responses to Civil Disobedience in Hong Kong and Taiwan”, editor(s): Brian Christopher Jones, Democracy and Rule of Law in China's Shadow, pp. 33, Oxford, UK: Hart Publishing.
- 許家馨, 2015, 〈許家馨大法官部分不同部分協同意見書〉，《放棄死刑走向文明》，頁175-212（台北：新學林）。
- 許家馨, 2013, 〈民刑誹謗二元體系之形成與分析： 以「故意過失」為中心的實證研究〉，張永健編，《2011司法制度實證研究》，頁147-220（台北：中央研究院法律學研究所）。

### 譯著
- 《法律的概念》H.L.A.哈特 著，許家馨、李冠宜、高忠義 譯（台北：商周出版，2018）（增訂三版）

## 外部連結
- 中央研究院法律學研究所-許家馨（页面存档备份，存于）